# Bambino di strada

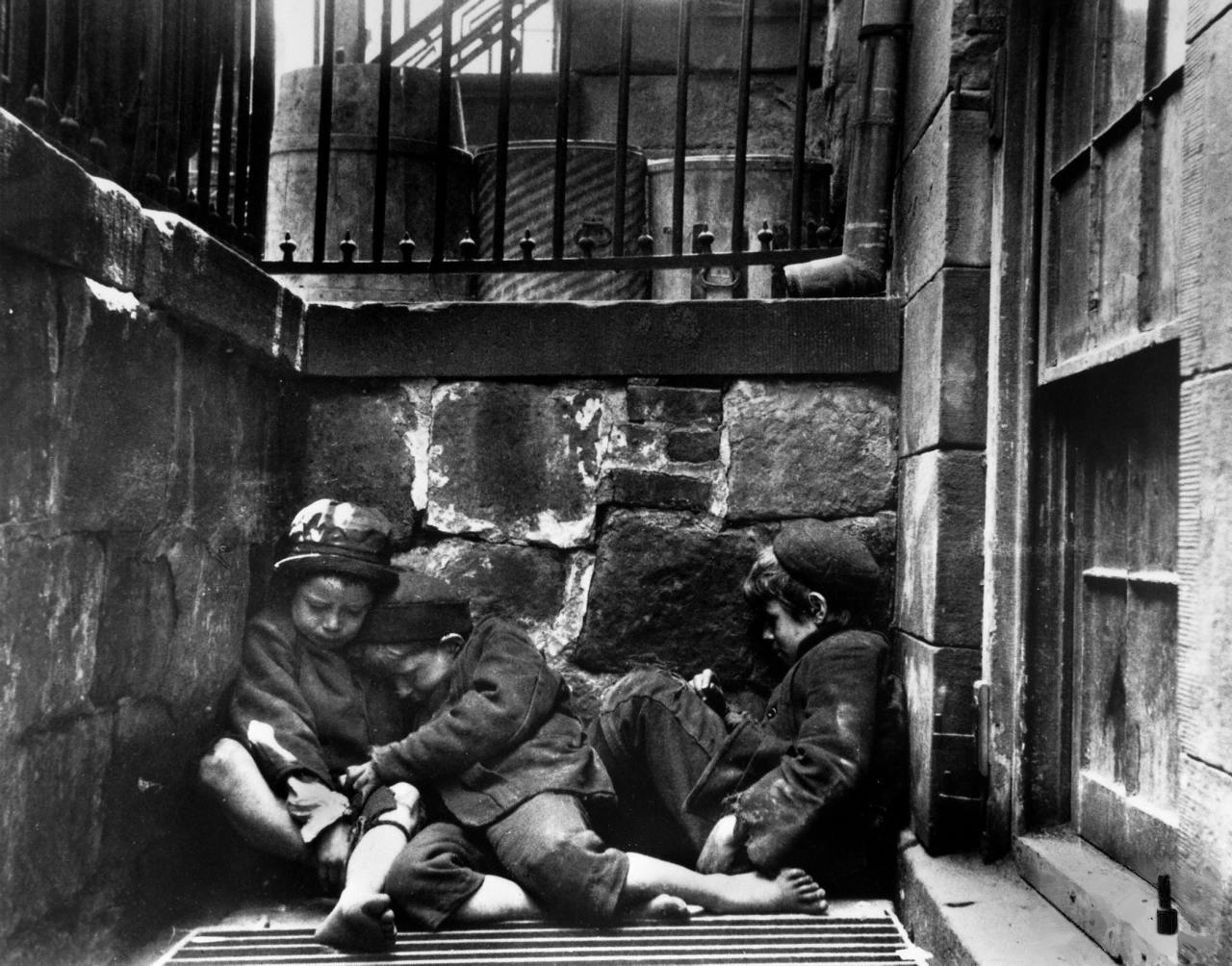
Bambini addormentati in Mulberry Street (Jacob Riis, 1890)

I bambini di strada sono minori la cui vita quotidiana si svolge soprattutto nelle vie di una città, al di fuori di una famiglia e di comunità o struttura che li accudisca.
Anche giovani e ragazzi senzatetto sono spesso chiamati "bambini di strada", anche se la definizione è in parte contestata: per l'UNICEF il concetto di bambini di strada comprende tutti quei ragazzi e ragazze poveri di età inferiore ai 18 anni, per i quali la strada (tra cui abitazioni abbandonate e terreni incolti) è divenuta con il tempo sede e/o fonte primaria del loro sostentamento, e che non sono adeguatamente protetti e sorvegliati da una figura adulta di fiducia.
Alcuni bambini di strada, in particolare nei paesi più sviluppati, sono parte di una sotto-categoria denominata "bambini abbandonati" (vedi abbandono di minore), che sono stati costretti a lasciare la propria abitazione i quali si trovano pertanto in grave stato di abbandono. I bambini abbandonati hanno maggiori probabilità di provenire da famiglie disgregate, con gravi problemi interni, della classe sociale più bassa e da nuclei familiari monoparentali.
I bambini di strada sono spesso oggetto d'abuso, negligenza, sfruttamento o anche, in casi estremi, vittime dei cosiddetti squadroni della morte, assunti in certe circostanze da imprese locali o dalla stessa polizia di alcuni paesi del sud del mondo. Nelle società occidentali questi minorenni di strada sono stati trattati e considerati a volte come mendicanti e/o ladruncoli: in Italia nel napoletano, tra la fine dell'Ottocento e l'inizio del Novecento si usava il termine scugnizzo.

## Definizione

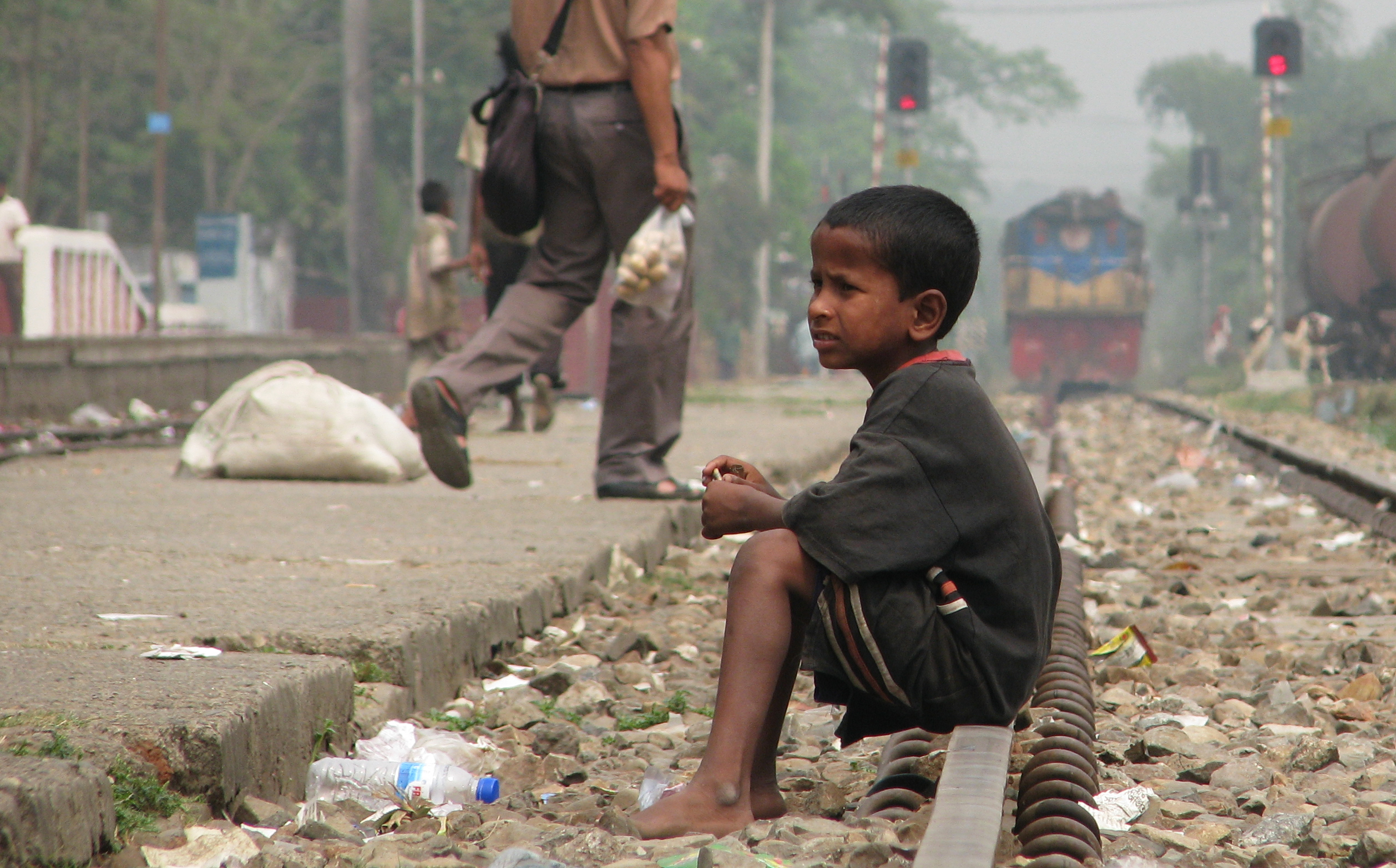
Bambino di strada in Bangladesh.

Sotto la dicitura generale di bambini di strada si copre una gran varietà di minori, con un'ampia e vasta gamma di circostanze e caratteristiche correlate, tanto che vi è una difficoltà oggettiva a descriver compiutamente questa sotto-popolazione di maschi e femmine, singoli o in gruppo, di tutte le età che si ritrovano a vivere e lavorare in spazi pubblici, e che son visibili nella maggior parte dei centri urbani di tutto il mondo.

## Statistiche e distribuzione

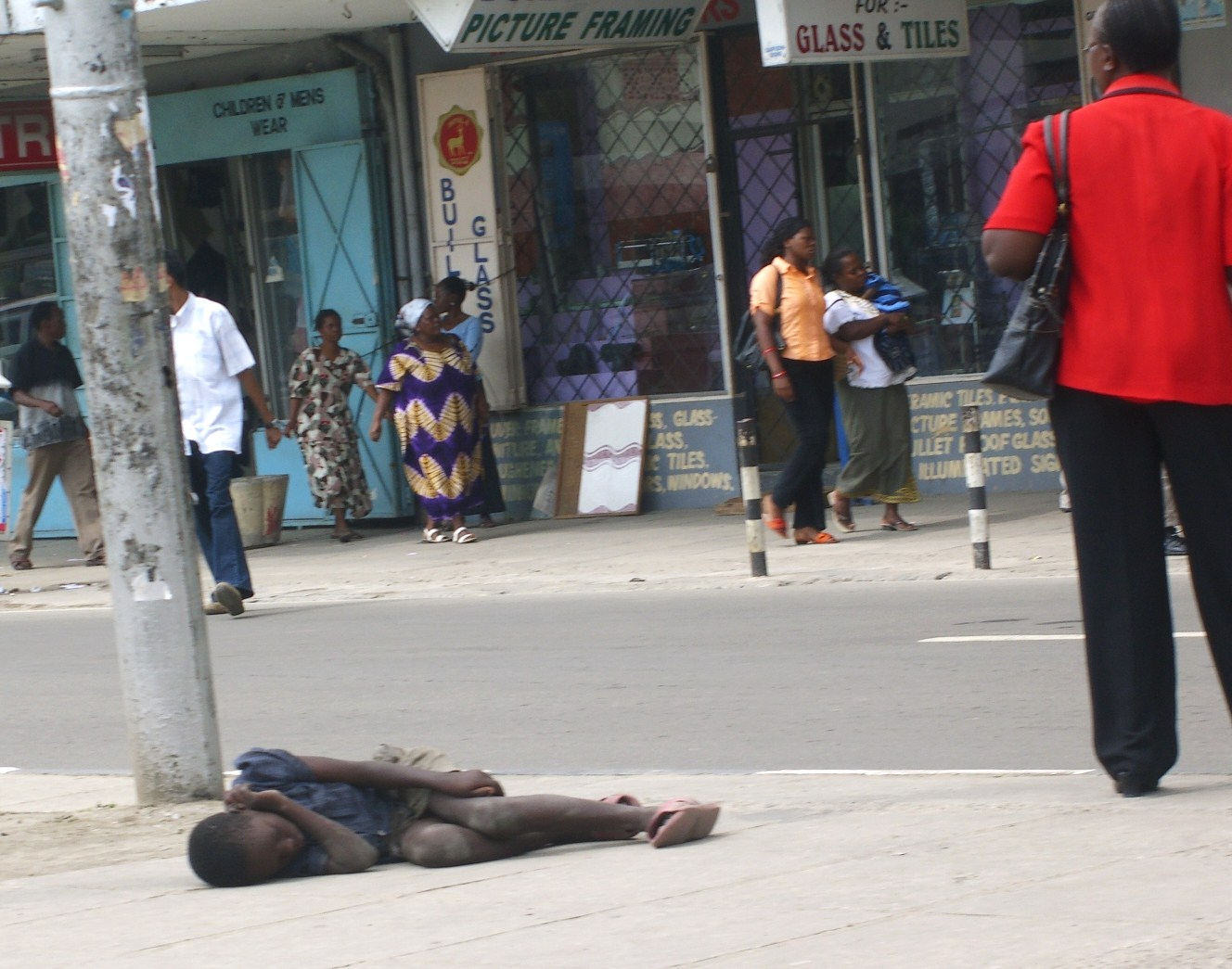
Bambino addormentato per strada a Mombasa.

I bambini di strada si possono trovare nella maggioranza delle città e metropoli dei paesi del mondo; il fenomeno è più diffuso nelle a più alto e veloce sviluppo urbano e nelle regioni più economicamente instabili, in special modo dell'Asia, Africa e Sudamerica, ma anche in Europa orientale.
Secondo la relazione d'una ONG britannica, la "Consortium for Street Children", nel 1988 l'UNICEF stimava che fosse di cento milioni almeno il numero di bambini cresciuti fin dalla più tenera età abbandonati a se stessi sulle strade urbane delle grandi città di molti paesi del mondo; nel 2002 sono state riportate cifre del tutto simili, aggiungendo inoltre ch'è del tutto "probabile che i numeri siano in aumento". Il tentativo di darne una quantificazione esatta cozza poi contro innumerevoli difficoltà, tra cui la non segnalazione all'anagrafe di moltissimi di questi bambini e la costante variazione dovuta alla crescita della popolazione; la cifra comunemente citata non ha quindi molto fondamento nella realtà dei fatti.
Allo stesso modo è alquanto discutibile se il numero di bambini di strada siano effettivamente in crescita a livello globale, oppure se sia la consapevolezza d'essi all'interno della società e dell'opinione pubblica ad essersi di molto accresciuta.

#### Corea del Nord

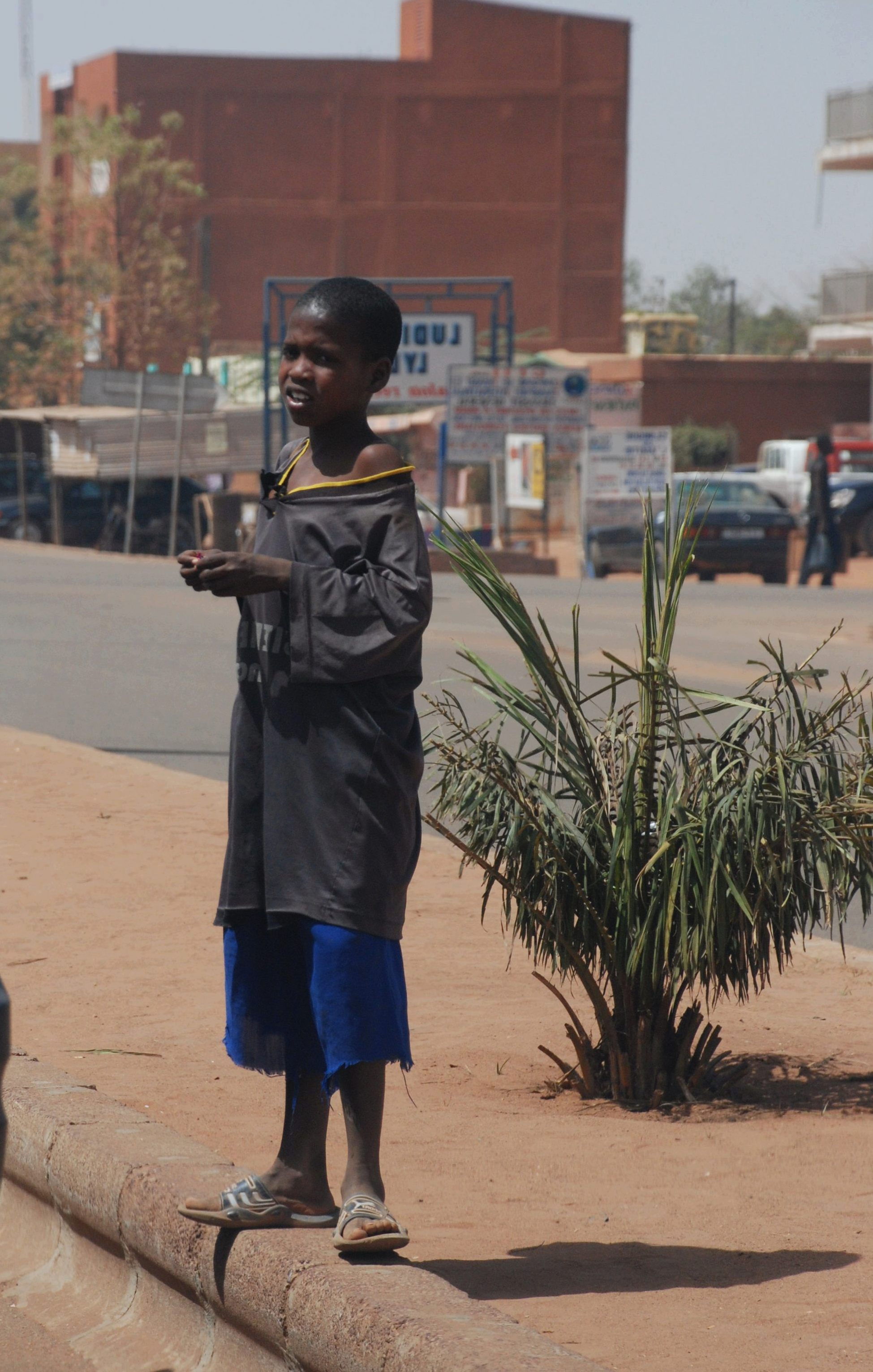
Bambino di strada del Burkina Faso

## Storia e cause

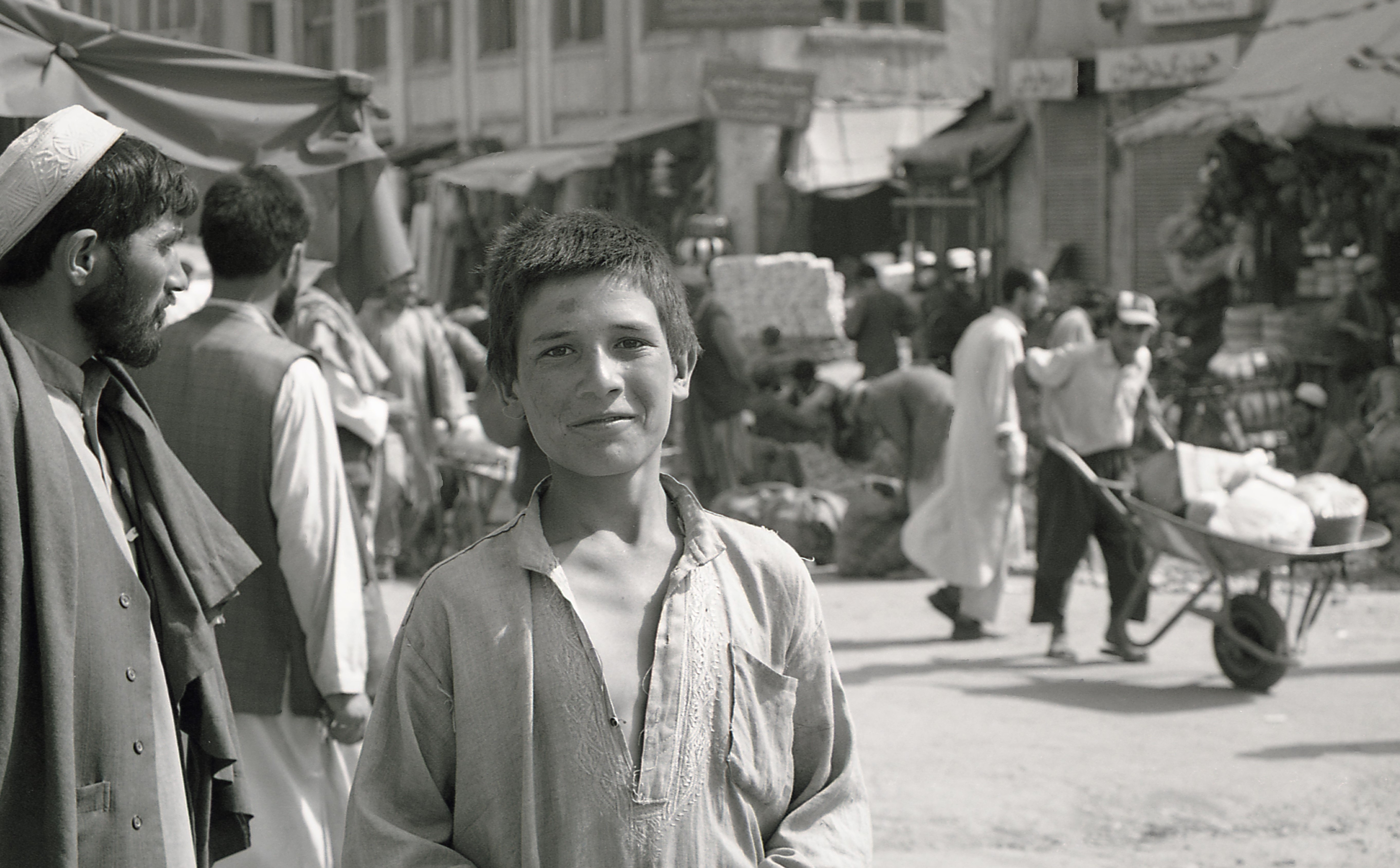
Un bambino di strada afghano a Kabul nel 2003.

Alan Ball, nell'introduzione al suo libro sulla storia dei bambini abbandonati "And Now My Soul Is Hardened: Abandoned Children in Soviet Russia, 1918–1930" afferma che bambini orfani e abbandonati, a causa d'estrema miseria o altro, sono stati documentati fin dall'epoca antica, quando pare rappresentassero la maggior parte della prostituzione minorile maschile nella Roma augustea; mentre nella Gallia meridionale del 442 un rapporto ecclesiale dichiarava che "vi è lamentela generale che essi (i bambini di strada) siano oggi oggetto di più o meno ampia simpatia da parte della popolazione e completamente abbandonati ad essa".
Nella Russia zarista, fonti seicentesche descrivono giovani indigenti raminghi per le strade, e il fenomeno è sopravvissuto ad ogni tentativo fatto in seguito per sradicarlo. Lungo tutto il corso del XIX secolo, causa rivoluzione industriale e conflitti periodici tra o interni alle nazioni, viene infine documentato ampiamente nel continente europeo. Nel 1922 vi sono stati almeno sette milioni di bambini rimasti senza casa né famiglia in territorio russo, conosciuti come besprizornye, a causa della devastazione della prima guerra mondiale e poi anche dell'immediatamente successiva guerra civile russa.
I bambini abbandonati di strada formano così bande e si creano un loro gergo interno, impegnandosi saltuariamente anche in piccoli furti e nella prostituzione. Nel 1848 Lord Ashley, 7º conte di Shaftesbury dice che a Londra vi sono più di 30.000 bambini raminghi, senza alcuna legge ed abbandonati a sé che vagano per le strade nudi e sporchi.
Vi sono cause esterne legate alla disgregazione interna, economica o sociale, dei paesi d'appartenenza tra cui - ma non esclusivamente limitata ad essa - la miseria generale; o disordini politici frequenti, mancanza di una politica generale d'istruzione pubblica. Ma vi son anche cause interne al nucleo familiare quali acuti conflitti familiari, violenza domestica, abusi di vario genere (sessuale, fisico, emotivo) e negligenze, oppure la dipendenza dei genitori dall'alcool e da sostanze stupefacenti. Infine vi possono essere cause più eminentemente personali quali abuso di sostanze, problemi psicologici o di identità di genere o orientamento sessuale; possono allora risultare prede più facilmente abbordabili da parte di addetti al traffico di esseri umani o adescati da pedofili e altri maniaci.
Ma vi possono essere fattori culturali che trascinano i bambini alla vita di strada: ad esempio in alcune parti del Congo e dell'Uganda possono venire sospettati d'essere posseduti da spiriti maligni che portano la disgrazia sopra la casa; mentre in Afghanistan ragazze che rifiutano un matrimonio combinato possono anche essere costrette a lasciare le loro case, assieme a tutte coloro che vengono accusate o di adulterio o in relazioni illecite in quanto hanno portato la vergogna sulla famiglia.
In conclusione, le ragioni per le quali i bambini abbandonano le loro case sono molteplici ma possono essere riassunte in una serie di fattori che sono cause di fuoriuscita oppure cause che rendono attraente la strada per i bambini (spesso sono conseguenza le une dalle altre). I fattori che li attraggono verso la strada includono la percezione di relativa libertà ed un modo migliore per provvedere a se stessi: il bambino arriva a sentire di avere migliori opportunità per le strade che in casa.

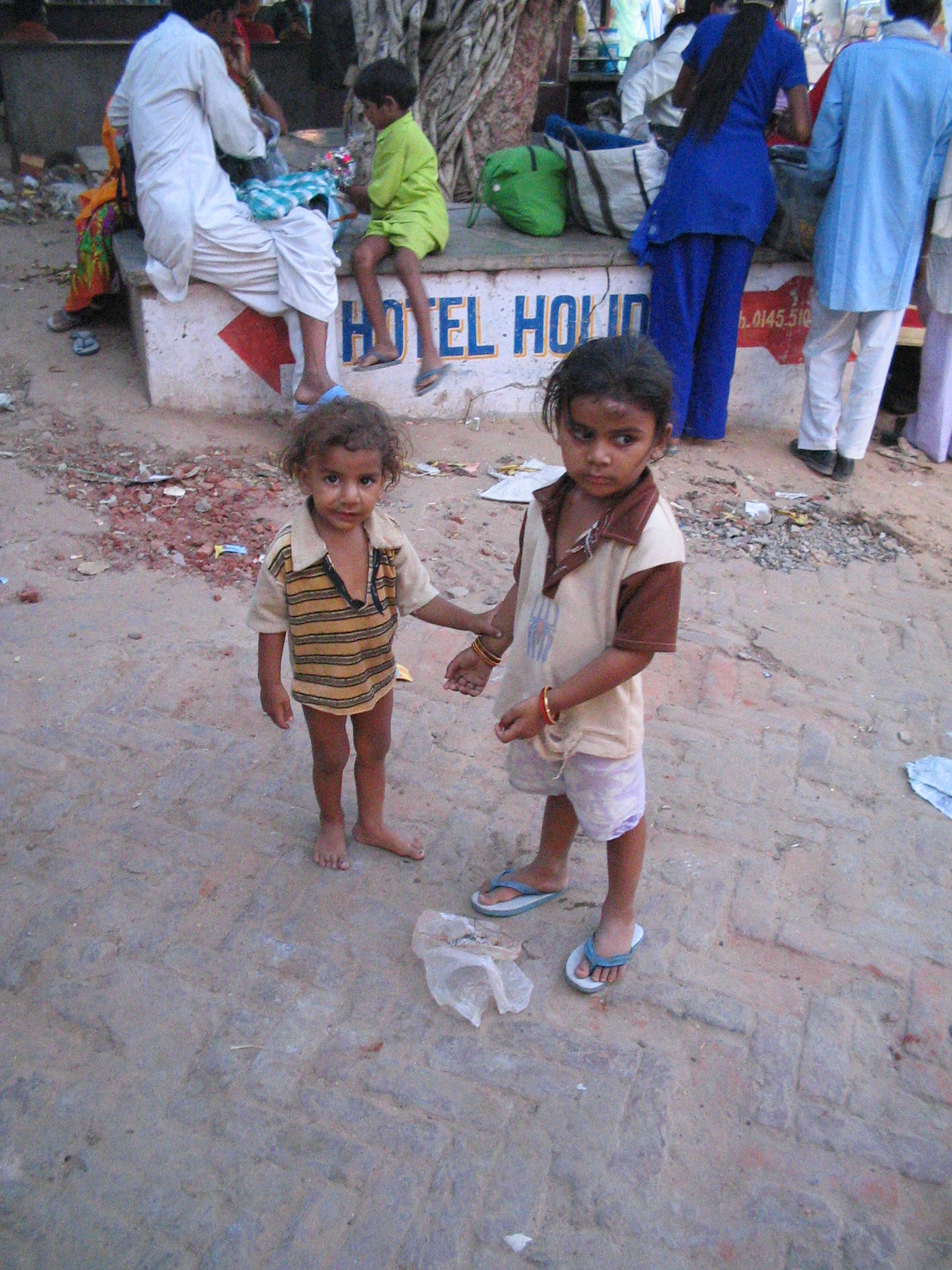
Bambini in strada a Pushkar, in Rajasthan.

## Paesi per continente

### Asia

#### India e Indocina
L'India sembra avere più di un milione di minori che vivono per le strade, soprattutto nella grandi metropoli di Nuova Delhi, Mumbai e Calcutta; per la maggioranza sono maschi e l'età media è di 14 anni. L'India è uno dei paesi più grandi e più popolati al mondo; a causa della forte accelerazione nella crescita economica s'è anche sempre più ampliata la frattura sociale, con poco più del 32% dell'intera popolazione che vive al di sotto della soglia minima di povertà. A causa della disoccupazione, dell'aumento di migrazione interna dai villaggi rurali delle campagne alle città urbanizzate il paese ha sviluppato una delle più ampie forze di lavoro minorile dell'intero pianeta.

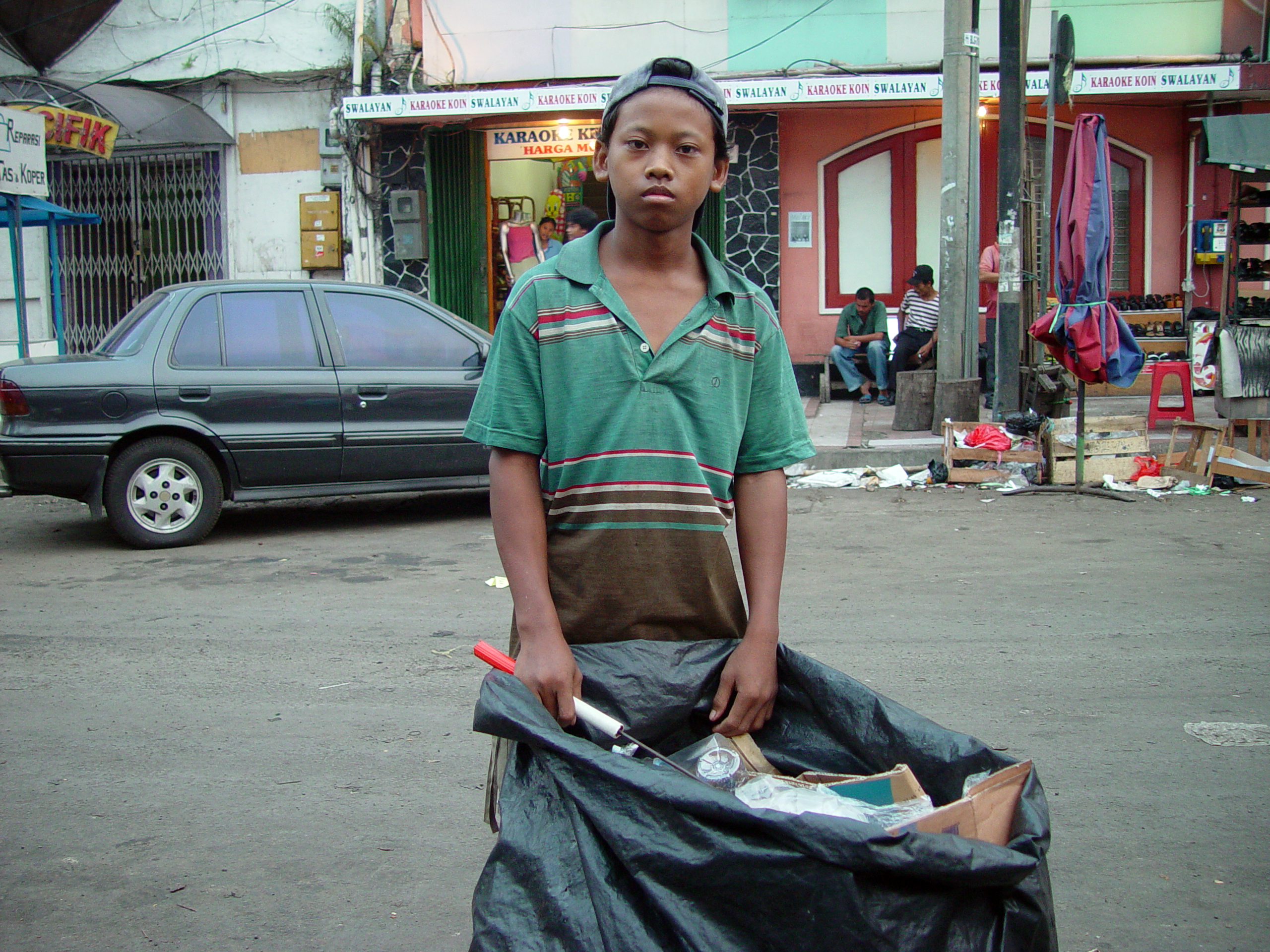
Bambino di strada a Giacarta.

#### Indonesia
Secondo uno studio del 2007 vi sarebbero più di 170.000 minori che vivono in strada in Indonesia; nel 2000 c'erano 1600 bambini soli e abbandonati a Yogyakarta, cinquecento di questi erano femmine tra i 4 e i 16 anni di età: molti hanno cominciato a vivere per le strade poco dopo la crisi finanziaria del 1997 che ha colpito l'intero paese. Le ragazze affrontano più difficoltà rispetto ai maschi, in quanto vengono spesso maltrattate quando non abusate, in quanto paragonate a semplici prostitute; molte ragazze divengono dipendenti dai propri fidanzati o protettori, da cui ricevono sostegno materiale in cambio di sesso.
I bambini di strada in Indonesia sono veduti per lo più come un disturbo alle quiete pubblica: spesso sottoposti ad abusi fisici e verbali, i loro unici mezzi di sostentamento (chitarre per suonare, merci da vendere) confiscati, alcuni arrestati a seguito del tentativo di fuggire dalla polizia.

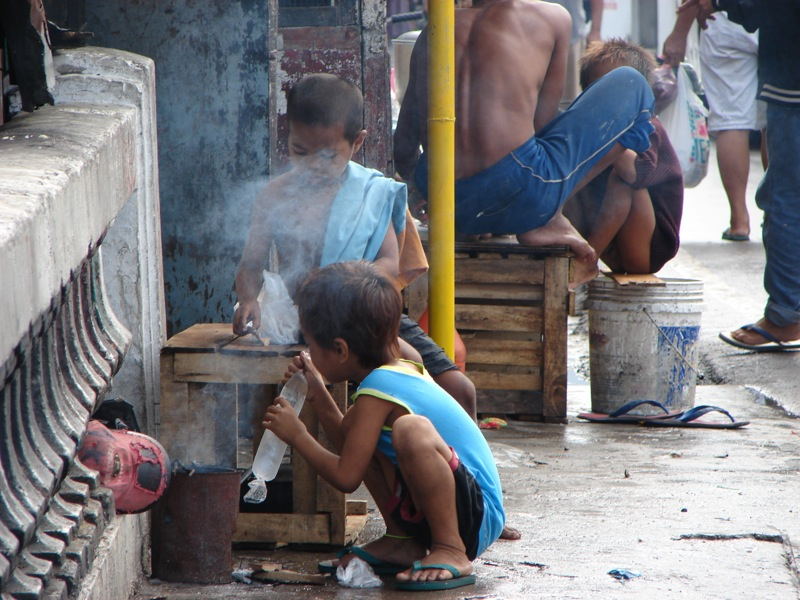
Bambini di strada filippini.

#### Pakistan
Il numero dei bambini di strada in Pakistan è stimato oscillare tra 1,2 e 1,5 milioni di minorenni, il che significa che il paese ha uno dei più alti tassi di popolazione minorile che vive per le strade al mondo. Sforzi compiuti in passato sono stati avviati dall'UNICEF e da varie ONG, cercando d'aiutare i bambini bisognosi attraverso vari programmi e centri riabilitativi: la situazione rimane tuttavia come un problema socio-economico di primo piano del Pakistan d'inizio XXI secolo.

#### Filippine
Secondo un rapporto del 1998 vi sarebbero almeno un milione e mezzo di bambini di strada in tutte le Filippine, di cui il 70% circa maschi. Per la legge un bambino di dieci anni può essere arrestato e imprigionato assieme agli adulti; nei tempi passati si sono verificati a seguito di questa normativa abusi sia fisici che sessuali.

#### Vietnam
Secondo l'associazione 'The Street Educators' il numero di bambini di strada in Vietnam si è ridotto tra il 2003 e il 2007 da 21.000 a 8.000, scendendo considerevolmente anche nelle grandi città di Hanoi e Ho Chi Minh City. Vi sono organizzazioni umanitarie internazionali non governative che forniscono assistenza a circa 15.000 minorenni soli in Vietnam.

### Africa

#### Egitto
L'UNICEF collabora con la Caritas ed altre organizzazioni non governative (ONG) in Egitto per affrontare e limitare per quanto possibile il fenomeno dei bambini di strada.

#### Congo
I minorenni che vivevano inizialmente solo per le strade di Kinshasa, nella Repubblica Democratica del Congo, sono chiamati e conosciuti come Shégué; in seguito si sono trovati in diverse altre città del paese, come Lubumbashi. A differenza del Burundi, dove i bambini di strada sono emersi con la guerra, in Congo si tratta invece di un fenomeno sociale caratterizzato da una crisi strutturale endemica nazionale.
Il fenomeno dei bambini di strada è aumentato dalla fine degli anni '90 con la proliferazione di chiese indipendenti autocefale chiamate "revivaliste": molti pastori vedono nei bambini abbandonati o orfani dei demoni e spiriti maligni.

#### Kenya
Ci sono circa 250.000 bambini di strada in Kenya ed oltre 60.000 nella sola capitale Nairobi. La rapidità dello sviluppo di un'urbanizzazione non sostenibile iniziata nel periodo post-coloniale ha portato ad una povertà urbana radicata nelle grandi città, oltre a Nairobi, Kisumu e Mombasa, causa questa di fondo della realtà dei bambini senzatetto. La migrazione rurale verso i maggiori centri abitati sciolse gruppi di famiglie estese che in precedenza avevano agito come rete di supporto, prendendosi cura dei bambini nei casi di abuso, trascuratezza e abbandono.
L'Ufficio delle Nazioni Unite per il controllo della droga e la prevenzione del crimine ha riferito che l'inalazione intossicante di colla è al centro della "cultura di strada" di Nairobi, e che la maggior parte dei bambini abbandonati presenti in città sono utenti abituali di solventi. La ricerca condotta da "Cottrell-Boyce" per l'africano "Journal of Drug and Alcohol Studies" ha rivelato che lo sniffare colla tra i bambini di strada del Kenya è una condizione principalmente funzionale - come ottundimento dei sensi contro le difficoltà della vita di strada - ma viene anche previsto come un collegamento alla struttura di sostegno della "famiglia di strada" come potente simbolo di esperienze condivise.

#### Sierra Leone
La Sierra Leone è stata considerata come una delle nazioni più povere al mondo, secondo l'"Indice mondiale della povertà 2008 delle Nazioni Unite", mentre l'immagine corrente è più ottimista. Le proiezioni della Banca Mondiale per il 2013-14 classifica la Sierra Leone per avere una delle prime economie a più rapida crescita del mondo; nonostante ciò una completa mancanza di diritti dei bambini e di estrema povertà rimangono condizioni assai diffuse.
Vi sono all'incirca 50.000 bambini che si basano per la propria sopravvivenza esclusivamente sulla vita di strada, con una gran parte di loro che vive a tempo pieno per le strade; ci sono anche 300 mila minori che non hanno accesso all'istruzione, spesso trascurata nelle aree rurali da cui molti di loro provengono, offrendo in tal modo poca o nessuna possibilità per i bambini di rompere il ciclo della povertà esistente. 

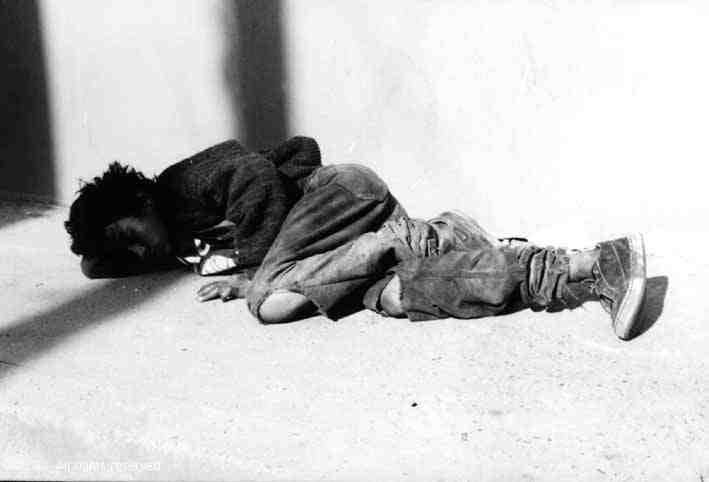
Un gamín a Bogotà.

### America Latina
Secondo le stime dei primi anni '80 vi erano un totale di 40 milioni di bambini di strada in tutto il Sudamerica, la maggior parte dei quali lavorano per le strade, ma non necessariamente anche vi vivevano. La maggioranza di essi sono maschi tra i 10 e i 14 anni che fanno parte della categoria di minori lavoratori ma che hanno ancora un domicilio ed una famiglia a cui tornare.

#### Brasile
Le stime del governo brasiliano sul numero di bambini e adolescenti che nel 2012 lavoravano e dormivano per strada era approssimativamente di poco inferiore a 24000, sulla base dei risultati del censimento nazionale voluto dall'istituto per lo sviluppo sostenibile e per i diritti umani.

### Medio Oriente

#### Turchia
Più di 1600 bambini di strada sono stimati in Turchia, soprattutto nella capitale Istanbul e a Diyarbakır nella parte orientale del paese.

### Europa

#### Grecia
La situazione dei bambini di strada in Grecia è fortemente connessa con la tratta degli esseri umani, soprattutto d'immigrati provenienti dalla vicina Albania. Nel 2003 i bambini di strada seguiti ed accolti in strutture statali erano praticamente scomparsi, ci fu il sospetto che ciò potesse essere in qualche modo collegato al traffico d'esseri umani.
Nella seconda metà degli anni 2000 i numeri sono diminuiti, avendo la legislazione greca intrapreso l'azione di perseguire a fondo tutti i reati connessi al traffico di persone; ma Amnesty International riporta che il problema non è del tutto scomparso, esistendo ancora casi di minori vittime di tratta. L'accattonaggio e le altre attività di strada sono state messe fuorilegge nel paese a partire dal 2003, ma il recente aumento della disoccupazione e della crisi economica ha nuovamente aumentato il livello di tal problematica.
Esistono programmi governativi a favore dei minori soli, abbandonati e orfani, fin dai primi anni 2000, in contemporanea con l'aumento di disabili fisici e psicologici tra i bambini di strada, in quanto sempre più difficilmente adottabili avendo bisogni speciali. Anche le condizioni generali sempre più difficili che possono spingere genitori privi d'alcun reddito ad invogliare i figli a prendere la via della strada, non potendo usufruire neppure d'un sussidio statale.

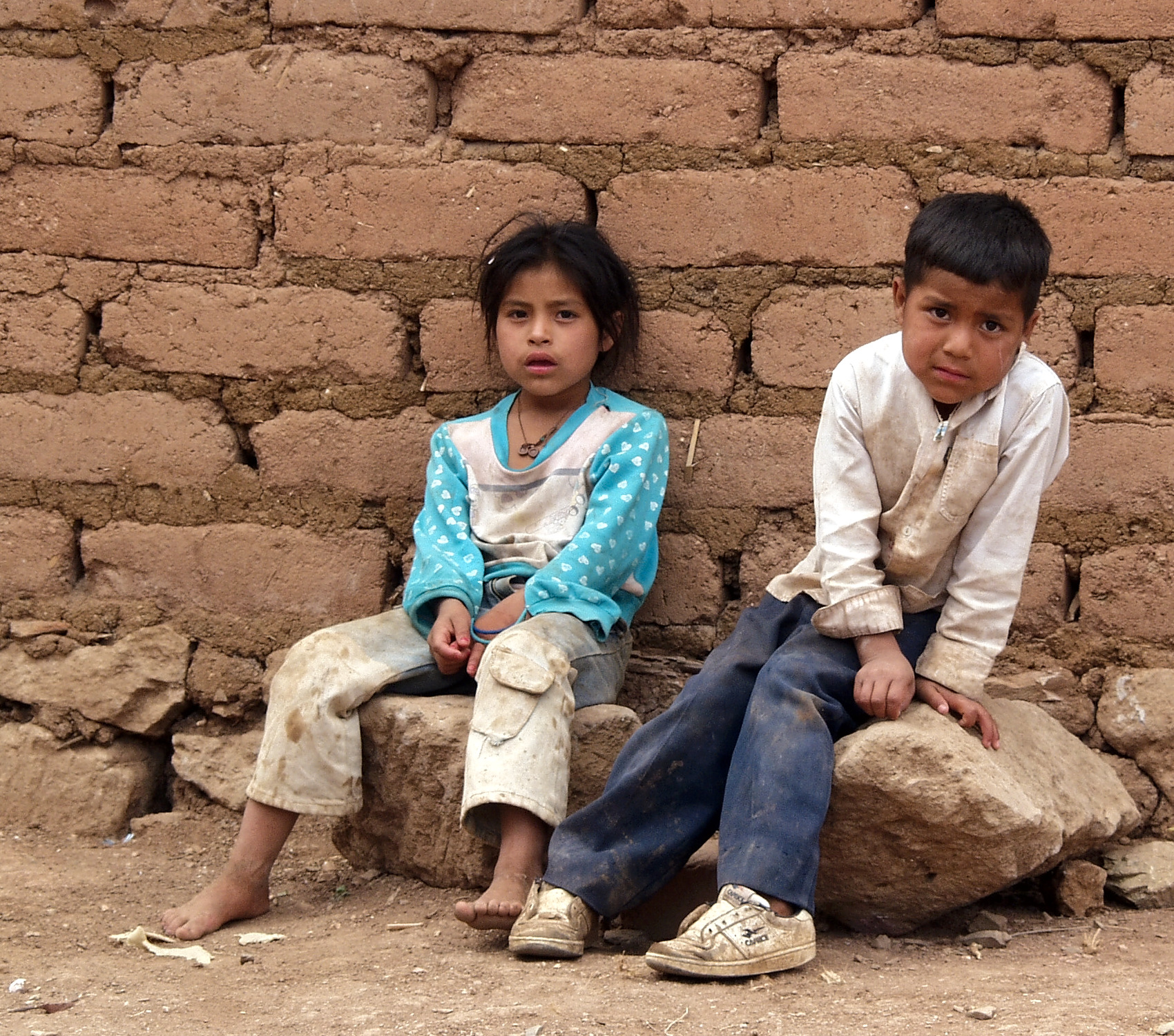
Bambini di strada.

#### Romania
Nel tentativo d'aumentare la forza lavoro della nazione, l'ex leader comunista Nicolae Ceaușescu aveva messo fuori legge nel 1966 aborto e contraccezione; migliaia di bambini non desiderati si sono così presto trovati abbandonati in orfanotrofi statali e dove hanno affrontato condizioni di vita anche molto dure. Con la caduta del comunismo a seguito della rivoluzione rumena del 1989, molti bambini hanno iniziato a trascinarsi per le strade; alcuni di loro provenivano dagli orfanotrofi, mentre altri scappavano da famiglie povere.
Oggi per i circa ventimila minori senzatetto che continuano a vivere per le strade le risorse sono fortemente limitate, anche se sono stati compiuti sforzi per cercare di ridurne il numero; un rapporto del Consiglio d'Europa datato 2000 ha stimato esservi circa un migliaio di minorenni per le strade a Bucarest e tutto ciò ha portato anche ad un fiorente mercato di turismo sessuale minorile.
Il film-documentario del 2001 intitolato Children Underground (I bambini della metropolitana) raffigura con chiarezza la situazione dei bambini di strada rumeni, in particolare le loro quotidiane battaglie contro la malnutrizione, lo sfruttamento sessuale minorile e l'abuso di sostanze stupefacenti.

#### Russia
Nel 2003 vi sono stati circa 7500 bambini di strada privi d'alcun riferimento adulto in Russia, scesi due anni dopo poco più di quattromila. Alla fine del 2011 il numero risaliva raggiungendo le 5266 unità. Il numero di minorenni nel paese che hanno completamente perduto il sostegno familiare entro la fine del 2011 è stato di 654.000: la cifra comprende 522.000 minori variamente adottabili e 106.000 che risiedono stabilmente in orfanotrofio.

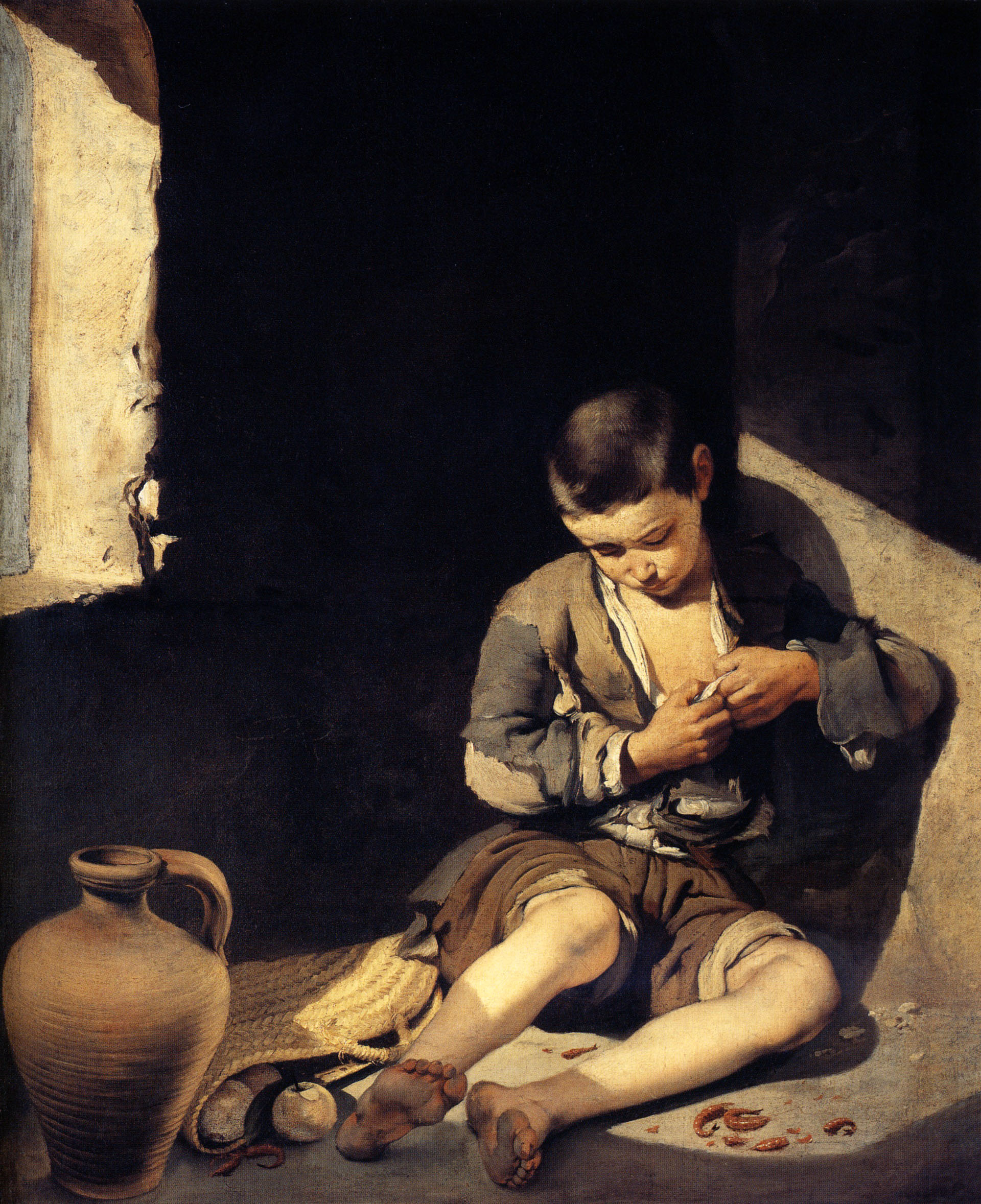
Il giovane mendicante di Murillo.

### Nordamerica

#### Stati Uniti
Circa due milioni di minorenni sono costretti a fuggire o ad abbandonare le loro case ogni anno, 1,6 milioni sono attualmente senzatetto; la divergenza tra queste due cifre può essere attribuita alla natura temporanea dei bambini di strada negli USA, a differenza dello stato maggiormente permanente nei paesi in via di sviluppo.
Per l'83% di loro vi è la tendenza a non lasciare lo stato federale d'origine, se lo fanno è per spostarsi possibilmente nelle grandi città, in particolare New York, Los Angeles, Portland e San Francisco: i minori che vivono sulle strade sono in maggioranza caucasici e donne, il 42% si identifica come gay, lesbica o transgender.
Il governo è da tempo, almeno dalla fine degli anni '70, impegnato per dare assistenza questa fascia di popolazione; la legge sui giovani senzatetto del 1978 ha reso disponibili finanziamenti per aiutarli, mentre altri sforzi in tal senso includono il "Child Abuse and Treatment Act" del 1974, il "National Child Abuse and Neglect Data System" ed il "Juvenile Justice and Delinquency Detention Act". Vi è stato anche un calo dei tassi d'arresto di minorenni vagabondi e/o ladruncoli e prostituti, con un calo di 30.000 unità tra il 1998 e il 2000.

## Filmografia
- Dinty, regia di John McDermott e Marshall Neilan (1920)
- Selvaggi ragazzi di strada (Wild Boys of the Road), regia di William A. Wellman (USA, 1933)
- Streets of New York, regia di William Nigh (1939)
- Aniki Bóbó, regia di Manoel de Oliveira (Portogallo, 1942)
- Sciuscià, regia di Vittorio De Sica (Italia, 1946)
- È accaduto in Europa (Valahol Európában), regia di Géza von Radványi (1948)
- Proibito rubare, regia di Luigi Comencini (Italia, 1948)
- I figli della violenza (Los olvidados), regia di Luis Buñuel (1950)
- El camino de la vida, regia di Alfonso Corona Blake (1956)
- Crónica de un niño solo, regia di Leonardo Favio (Argentina, 1965)
- Pixote - La legge del più debole (Pixote, a Lei do Mais Fraco), regia di Héctor Babenco (Brasile, 1980)
- L'eternità e un giorno, regia di Theo Angelopoulos (Grecia, 1998)
- Children Underground, regia di Edet Belzberg (2001) -- documentario
- Salaam Bombay!, regia di Mira Nair (1988)
- Boy Called Twist, regia di Tim Greene (Sud Africa. 2004)
- The Millionaire (Slumdog Millionaire), regia di Danny Boyle (2008)